# Контрада Чиполацо
Контрада Чиполацо је насеље у Италији у округу Агриђенто, региону Сицилија.
Према процени из 2011. у насељу је живело 11 становника. Насеље се налази на надморској висини од 11 м.